# David Henríquez
David Andrés Henríquez Espinoza (San Miguel, Santiago, 12 de julho de 1977) é um ex-futebolista chileno que atuava como zagueiro.

## Carreira
Após três passagens no Colo-Colo, Henríquez acertou com a rival, Universidad Católica, o que provocou grande desgosto para os torcedores cruzados.

## Seleção Chilena
Henríquez fez parte do grupo que disputou os Jogos Olímpicos de Verão de 2000 e ganhou a medalha de bronze.

## Estatísticas
Até 26 de fevereiro de 2012.

### Clubes
| Clube                | Temporada         | Campeonato nacional | Campeonato nacional | Copa nacional[a] | Copa nacional[a] | Competições continentais[b] | Competições continentais[b] | Outros torneios[c] | Outros torneios[c] | Total | Total |
| Clube                | Temporada         | Jogos               | Gols                | Jogos            | Gols             | Jogos                       | Gols                        | Jogos              | Gols               | Jogos | Gols  |
| -------------------- | ----------------- | ------------------- | ------------------- | ---------------- | ---------------- | --------------------------- | --------------------------- | ------------------ | ------------------ | ----- | ----- |
| Universidad Católica | 2012              | 0                   | 0                   | 0                | 0                | 0                           | 0                           | —                  | —                  | 0     | 0     |
| Universidad Católica | Total             | 0                   | 0                   | 0                | 0                | 0                           | 0                           | —                  | —                  | 0     | 0     |
| Total na carreira    | Total na carreira | 0                   | 0                   | 0                | 0                | 0                           | 0                           | 0                  | 0                  | 0     | 0     |

- a. ^ Jogos da Copa Chile
- b. ^ Jogos da Copa Libertadores e Copa Sul-Americana
- c. ^ Jogos do Jogo amistoso

## Títulos
Colo-Colo
- Copa Chile: 1996
- Campeonato Chileno (Apertura): 2006 e 2007
- Campeonato Chileno (Clausura): 1996, 1997, 1998, 2002, 2006 e 2007

Universidad Católica
- Campeonato Chileno: 2010
- Copa Noche del campeón: 2011
- Copa Chile: 2011
- Copa Ciudad de Temuco: 2012